# Санчес, Антониу Нунес Рибейру
Анто́ниу Ну́нес Рибе́йру Са́нчес (порт. António Nunes Ribeiro Sanches; 7 марта 1699, Пенамакор — 14 октября 1783, Париж) — выдающийся врач.

## Биография
Происходя из зажиточной и образованной семьи, по окончании медицинского факультета работал y знаменитого врача Бургава, который и рекомендовал его русскому правительству, искавшему ученых медиков.
В 1731 году был назначен «физикусом» при медицинской канцелярии в Москве; позже он состоял при армии, в походах. Затем его назначили медиком при Сухопутном шляхетном корпусе в Петербурге. В столице он приобрел известность как искусный врач. В 1740 году он получил звание гофмедика, a вскоре — второго лейб-медика при Анне Леопольдовне и юном императоре Иоанне Антоновиче, затем и при императрице Елизавете. В 1744 году вылечил опасно больную невесту принца Петра Федоровича — будущую императрицу Екатерину II.
В 1747 году, заболев глазами, подал в отставку и уехал за границу. По его просьбе избран в почётные члены Петербургской академии наук, с жалованьем 200 руб. в год. Проживая в Париже, поддерживал сношения с Академией. Но в ноябре 1748 года императрица Елизавета приказала президенту Академии Разумовскому исключить Санчеса из числа почётных членов Академии.
Разумовский писал Санчесу: «Она (государыня) полагает, что было бы против её совести иметь в своей Академии такого человека, который покинул знамя Иисуса Христа и решился действовать под знаменем Моисея и ветхозаветных пророков». По этому поводу Санчес писал: «Я отвечал… что такое обвинение (исповедание иудейской веры) ложно и есть тем более клевета, что я католической религии, но что я не забочусь опровергнуть это, потому что мне от рождения суждено, чтобы христиане признавали меня за еврея, a евреи за христианина…».
Проживая за границей, Санчес и после опалы не порвал связи с видными русскими людьми и оказывал услуги русским, приезжавшим в Париж. Вслед за вступлением на престол Екатерины II Санчес c 1762 года восстановлен в звании почётного академика с пожизненной пенсией в тысячу рублей.

## Труды
Выделяется трактат «О парных российских банях, поелику споспешествуют они укреплению, сохранению и восстановлению здоровья» (перев. с французского) 1774 года издания. Громкую известность доставила Санчесу его книга ο происхождении и лечении сифилиса. Является одним из авторов статьи об этой болезни во Французской Энциклопедии.
Одна из его рукописей озаглавлена «Размышления об инквизиции для моего личного употребления». Это даёт возможность предполагать, что доктор Ribeiro Sanches, упоминаемый в числе масонов, подвергшихся в 1770-х годах преследованию со стороны инквизиции в Португалии и вынужденных бежать, был Антониу Нунес Рибейру Санчес.